# Xylocopa muscaria
Xylocopa muscaria är en biart som först beskrevs av Fabricius 1775.  Xylocopa muscaria ingår i släktet snickarbin, och familjen långtungebin. Inga underarter finns listade i Catalogue of Life.